# NGC 4932
NGC 4932 est une vaste galaxie spirale située dans la constellation des Chiens de chasse. Sa vitesse par rapport au fond diffus cosmologique est de 7 261 ± 12 km/s, ce qui correspond à une distance de Hubble de 107,1 ± 7,5 Mpc (∼349 millions d'al). NGC 4932 a été découverte par l'astronome prussien William Herschel en 1789.
La classe de luminosité de NGC 4932 est III et elle présente une large raie HI. En raison d'une brillance de surface égale à 14,33 mag/am2, on peut qualifier NGC 4932 de galaxie à faible brillance de surface (LSB en anglais pour low surface brightness). Les galaxies LSB sont des galaxies diffuses (D) avec une brillance de surface inférieure de moins d'une magnitude à celle du ciel nocturne ambiant.
NGC 4932 forme probablement une paire de galaxie avec PGC 214058, car la distance de Hubble de cette dernière est égale à 107,88 ± 7,56 Mpc (∼352 millions d'al)

## Supernova
La supernova SN 2001dr a été découverte dans NGC 4932 le 14 août 2001 par A. Gabrjelcic membre de l'association CROSS de l'association astronomique de Cortina. Cette supernova était de type II.